# كالوم كوكي
كالوم كوكي (بالإنجليزية: Callum Cooke) (21 فبراير 1997 في المملكة المتحدة - ) هو لاعب كرة قدم بريطاني في مركز الوسط. لعب مع نادي ميدلزبره.

## وصلات خارجية
- كالوم كوكي على موقع قاعدة بيانات كرة القدم.إي يو (الإنجليزية)
- كالوم كوكي على موقع Soccerbase.com (لاعب) (الإنجليزية)